# Daniel Vigne
Daniel Vigne (* 12. Oktober 1942 in Moulins (Allier)) ist ein französischer Drehbuchautor, Film- und Fernsehregisseur, der im Jahr 1982 durch den Spielfilm Die Wiederkehr des Martin Guerre international bekannt wurde.

## Biografie
Über das Privatleben Daniel Vignes und seine Einstellung zur Filmkunst oder zum Filmhandwerk ist so gut wie nichts bekannt. Als Regieassistent arbeitete er in den Jahren 1968 bis 1972 bei drei Filmen an der Seite von Claude Lelouch (La Vie, l’Amour, la Mort; Treize jours en France; L’aventure, c’est l’aventure (deutsch: Die Entführer lassen grüßen)).

## Filmografie
- 1973: Les Hommes
- 1982: Die Wiederkehr des Martin Guerre
- 1985: Eine Frau zum Verlieben (Une femme ou deux)
- 1989: Eine Sommergeschichte (Comédie d’été)
- 2000: Le Mal des femmes
- 2001: Fatou la Malienne
- 2006: Jean de la Fontaine, le défi

Im Jahr 1994 trug er zum Filmprojekt 3000 scénarios contre un virus den Kurzfilm L’Attente bei.
Im Jahr 2014 drehte er den Dokumentarfilm Martin guerre, retour au village.
Außerdem übernahm er die Regie von jeweils einer Episode bei mehreren mehrteiligen Fernsehfilmproduktionen (z. B. Highlander oder Der Hitchhiker).

## Sonstiges
Im Jahr 2007 unterstützte Daniel Vigne die Präsidentschaftskandidatur von Ségolène Royal.